# Manuel Garcia-Rulfo
Manuel Garcia-Rulfo (Guadalajara, 25 februari 1981) is een Mexicaans acteur.
Garcia-Rulfo werd geboren in de stad Guadalajara in de Mexicaanse staat Jalisco. Hij bracht zijn jeugd door op het platteland in Jalisco, waar hij leerde paardrijden. Later ging hij naar Vermont om Engels te studeren. Ook volgde hij studie communicatie aan de Universidad del Vaile de Atemajac in Zapopan nog voordat hij zijn passie voor film besefte. Hij ging studeren aan de New York Film Academy, maar besloot terug te keren naar Mexico om zijn acteercarrière voort te zetten. De film Bless Me, Ultima was zijn eerste Amerikaanse filmproductie. In de remake The Magnificent Seven uit 2016 speelde Garcia-Rulfo een belangrijke rol. In 2022 vertolkte hij de hoofdrol van Mickey Haller in de televisieserie The Lincoln Lawyer.